# مارسلا مسکر
 مارسلا مسکر (انگلیسی: Marcella Mesker؛ زادهٔ ۲۳ مهٔ ۱۹۵۹) یک تنیس‌باز اهل هلند است.